# Jürgen Neukirch
Pour les articles homonymes, voir Neukirch.
Jürgen Neukirch (24 juillet 1937 à Dortmund - 5 février 1997 à Ratisbonne) est un mathématicien allemand spécialiste de théorie algébrique des nombres.

## Biographie
Neukirch fait ses études à l'université de Bonn, où il obtient son diplôme en 1964. Pour son mémoire de thèse de 1965 (dirigé par Wolfgang Krull), il reçoit le prix prix Felix Hausdorff. Il passe son habilitation l'année suivante. De 1967 à 1969, il est professeur invité à l'université Queen's de Kingston (Ontario) et au MIT à Cambridge. À partir de 1971, il est professeur à l'université de Ratisbonne.
Neukirch travaille sur le problème de plongement pour les corps de nombres (une généralisation du problème de Galois inverse dans laquelle on cherche un plongement d'une extension de corps donnée dans une extension dont le groupe de Galois est prescrit), les valeurs spéciales (en) de fonctions L et des théorèmes (avec Iwasawa, Ikeda, Uchida) qui font aujourd'hui partie de la géométrie anabélienne (en) de Grothendieck (l'étude de la façon dont le type d'isomorphisme d'un corps de nombres dépend de son groupe de Galois absolu). Neukirch a écrit en 1992, en allemand, un ouvrage de référence moderne sur la théorie algébrique des nombres, qui a été traduit en anglais.
Neukirch joue aussi en amateur dans des pièces de théâtre qu'il écrivait ; il chantait, et dirigeait un chœur de chambre. C'est aussi de lui que vient, à l'université de Ratisbonne, une collection de modèles mathématiques.
Il dirige entre autres les thèses de Pilar Bayer Isant, Peter Schneider (de), Uwe Jannsen (de), Robert Perlis, Volker Diekert et Michael Spieß et l'habilitation de Christopher Deninger, qui est son assistant à Ratisbonne de 1983 à 1989.

## Sélection de publications
- (de) Algebraische Zahlentheorie, 2006, 595 p. [détail des éditions] (ISBN 978-3-540-37547-0)
- (en) Jürgen Neukirch, Alexander Schmidt (de) et Kay Wingberg (de), Cohomology of number fields [détail des éditions]
- (en) Class field theory, Springer, 1986
- (de) Klassenkörpertheorie, Mathematisches Institut der Universität Bonn, 1967
- (de) « Über die absolute Galoisgruppe algebraischer Zahlkörper », Jber DMV, vol. 76,‎ 1974, p. 18-37 (lire en ligne)
- (de) « Über das Einbettungsproblem der algebraischen Zahlentheorie », Inventiones Mathematicae, vol. 21,‎ 1973, p. 59-116 (lire en ligne)
- (de) « Kennzeichnung der endlich-algebraischen Zahlkörper durch die Galoisgruppe der maximal auflösbaren Erweiterungen », J. reine angew. Math., vol. 238,‎ 1969, p. 135-147 (lire en ligne)